# Méthamis
Méthamis – miejscowość i gmina we Francji, w regionie Prowansja-Alpy-Lazurowe Wybrzeże, w departamencie Vaucluse.
Według danych na rok 1990 gminę zamieszkiwały 352 osoby, a gęstość zaludnienia wynosiła 10 osób/km² (wśród 963 gmin regionu Prowansja-Alpy-W. Lazurowe Méthamis plasuje się na 538. miejscu pod względem liczby ludności, natomiast pod względem powierzchni na miejscu 274.).

## Populacja

Populacja Méthamis w latach 1962-2008